# Erwin Derlick
Erwin Derlick (* 1939) ist ein ehemaliger deutscher Radrennfahrer und nationaler Meister im Radsport.

## Sportliche Laufbahn
Derlick, der erst mit 22 Jahren aktiver Radrennfahrer wurde, startete erstmals 1966 für die deutsche Nationalmannschaft, bei seinem Einsatz in der Guatemala-Rundfahrt konnte er zwei Etappen gewinnen, bei der Internationalen Rheinland-Pfalz-Rundfahrt 1966 gewann er eine Etappe, ebenso 1968. 1967 wurde er Dritter bei den nationalen Meisterschaften im Straßenrennen, 1968 war er Zweiter und 1970 gewann er den Titel vor Dieter Koslar. Mit seinem Verein, dem PSV 1922 Köln, gewann er Silber im Mannschaftszeitfahren, dreimal gewann er Bronze. 1973 wurde er Zweiter in der Rheinland-Pfalz-Rundfahrt hinter Peter Weibel. Am Saisonende gewann er den Titel des Deutschen Bergmeisters. Einen Etappensieg holte er in der Internationalen Rheinland-Pfalz-Rundfahrt 1974. Von den bedeutenden deutschen Straßenrennen der Amateure gewann er u. a. 1966 Rund um Köln und 1970 Rund um Frankfurt.